# Scheinbergspitz
Der Scheinbergspitz ist ein 1929 m ü. NHN hoher Berg in dem bayerischen Teil der Ammergauer Alpen.

## Lage und Umgebung
Der Scheinbergspitz bildet den westlichen Abschluss des Graswangtales, oberhalb von Schloss Linderhof. Am südlichen Bergfuß entlang verläuft die Passstraße über den Ammersattel. Hier befindet sich auch die Grenze nach Tirol. Nach Westen ist der Scheinbergspitz über den Lösertalkopf mit der Hochplatte verbunden.
Der Scheinbergspitz liegt im Naturschutzgebiet Ammergebirge (NSG-00274.01).

## Name
In der Literatur ist die Bezeichnung Scheinbergspitze gebräuchlicher. In den aktuellen amtlichen Kartenwerken hingegen wird der Berg wie schon in der ersten topographischen Karte der Bayerischen Landvermessung aus dem Jahre 1808 als Scheinbergspitz bezeichnet.

## Routen zum Gipfel
Der Gipfel ist im Sommer von Süden aus dem Neualmgrieß (Parkplatz auf der Ammerwaldstraße 1 km vor der Grenze) auf dem Normalweg zu erreichen. Im Winter ist der Scheinbergspitz ein beliebtes Ziel von Skitourengehern. Hierbei erfolgt der Aufstieg mit Skiern über die relativ lawinensichere Ostseite bis kurz unterhalb des Gipfels (Skidepot) und dann von der Nordseite (drahtseilversichert) auf den Gipfel.

## Galerie

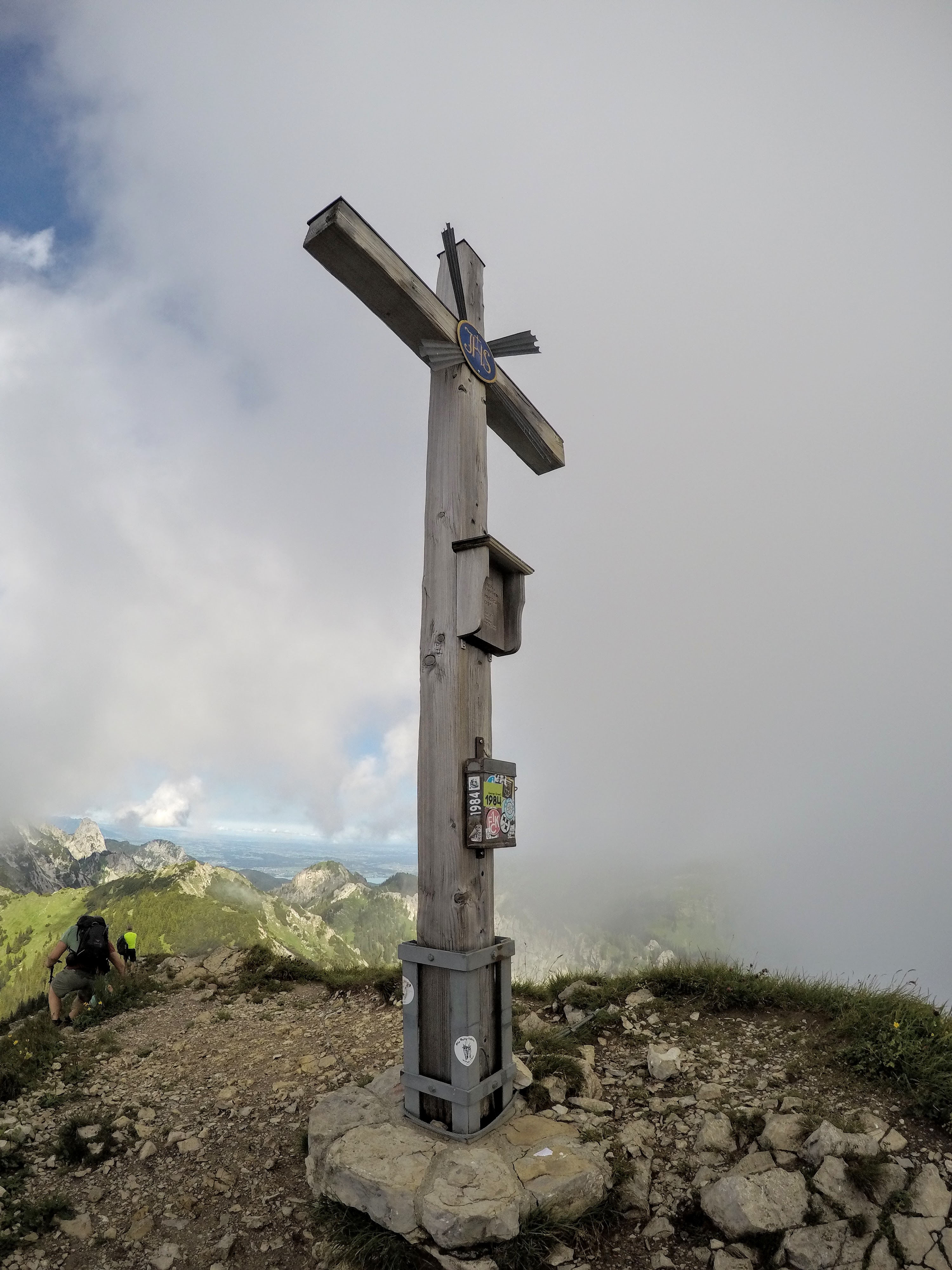
Gipfelkreuz